# Polisportiva Brindisi Sport 1969-1970
Questa voce raccoglie le informazioni riguardanti  la Polisportiva Brindisi Sport nelle competizioni ufficiali della stagione 1969-1970.

## Rosa
| N. |                   | Ruolo | Calciatore           |
| -- | ----------------- | ----- | -------------------- |
|    | Italia (bandiera) | D     | Aldo Bellan          |
|    | Italia (bandiera) | C     | Luigi Boccolini      |
|    | Italia (bandiera) | D     | Mario Brugnerotto    |
|    | Italia (bandiera) | C     | Fernando Calzolari   |
|    | Italia (bandiera) | D     | Mario Cantarelli     |
|    | Italia (bandiera) | C     | Franco Castelletti   |
|    | Italia (bandiera) | A     | Alfredo Ciannameo    |
|    | Italia (bandiera) | C     | Bernardino Cremaschi |
|    | Italia (bandiera) | P     | Luigi Ferrero        |
|    | Italia (bandiera) | D     | Flavio Fiorini       |

| N. |                   | Ruolo | Calciatore       |
| -- | ----------------- | ----- | ---------------- |
|    | Italia (bandiera) | C     | Michele Mazzei   |
|    | Italia (bandiera) | A     | Pietro Michesi   |
|    | Italia (bandiera) | A     | Sergio Minervini |
|    | Italia (bandiera) | P     | Ubaldo Novembre  |
|    | Italia (bandiera) | D     | Piero Pierdiluca |
|    | Italia (bandiera) | A     | Antonio Renna    |
|    | Italia (bandiera) |       | Sciarretta       |
|    | Italia (bandiera) | D     | Aldo Sensibile   |
|    | Italia (bandiera) | C     | Roberto Zurlini  |